# Axel Oxenstierna
Axel Oxenstierna ( PRONÚNCIA; Fånö, 16 de Junho de 1583 – Estocolmo, 28 de Agosto de 1654) foi um nobre e estadista sueco, conde de Södermöre, membro do Conselho Real (riksrådet) desde 1609 e chanceler real (rikskansler) de 1612 até à sua morte em 1654.
Foi um dos mais próximos colaboradores tanto do rei Gustavo II Adolfo como da sua filha, a rainha Cristina, e é considerado um dos mais importantes personagens da história da Suécia, em grande parte devido ao seu importantíssimo papel político desempenhado durante a Guerra dos Trinta Anos (1618 - 1648), especialmente depois da morte do rei Gustavo Adolfo em 1632, e pela sua contribuição para os fundamentos do sistema administrativo sueco, ainda vigente em larga escala nos nossos dias.
 Entre outras coisas, fundou várias agências governamentais centrais (centrala ämbetsverk), introduziu a divisão da Suécia em condados (län), dirigidos por governadores civis (landshövding), lançou a constituição de 1634 e estabeleceu os primeiros tribunais superiores (högre domstolar) do país.

## Juventude e educação
Oxenstierna nasceu em Fånö, na província sueca de Uppland, perto de Uppsala, filho de Gustav Oxenstierna (Gabrielsson) (1551 - 1597) e Barbro Bielke (Axelsdotter) (1556 - 1624). Junto com os seus irmãos foi educado nas universidades de Rostock, Jena e Wittenberg; depois do seu regresso em 1603 foi nomeado kammarjunker (pajem) do rei Carlos IX. Em 1606 foi-lhe confiada a sua primeira missão diplomática, em Mecklemburgo, e durante a sua ausência foi nomeado membro do Conselho Real, convertendo-se num dos mais fiéis colaboradores do soberano. Em 1610 mudou-se para Copenhaga com o intuito de provocar um conflito com a Dinamarca, mas não conseguiu o seu objectivo; esta missão selou o início de uma série de manobras diplomáticas levadas a cabo por Oxenstierna contra os dinamarqueses, os quais considerou sempre como os mais formidáveis dos inimigos do seu país.

## Nomeação como Chanceler
Com a morte de Carlos IX em 1611, Oxenstierna tornou-se membro do Conselho de Regência do novo soberano, Gustavo Adolfo, que tinha apenas 17 anos. Como membro da aristocracia teria querido reduzir os poderes reais, mas Gustavo não estava disposto a ceder em seu poder ou a colocar-se sob a influência de ninguém, pelo que Oxenstierna aceitou servir-lo como conselheiro. A 6 de Janeiro de 1612 torna-se Alto Chanceler (Rikskansler) do Conselho Real, e cedo se faz evidente a sua influência em muitíssimos aspectos da administração e da diplomacia sueca.

Axel Oxenstierna por Jacob Heinrich Elbfas (1626)

Em 1613, foi plenipotenciário sueco na assinatura do Tratado de Knäred, que punha termo à Guerra de Kalmar contra a Dinamarca, serviços pelos quais obteve uma grande recompensa monetária. Durante as frequentes viagens de Gustavo Adolfo à Livónia e Finlândia actuou como vice-rei, demonstrando uma grande habilidade e versatilidade. Em 1620 comandou a brilhante missão diplomática dirigida a Berlim para estipular o contrato matrimonial entre Gustavo e Maria Leonor de Brandemburgo.
Durante a guerra contra a Rússia e a Confederação Polaco-Lituana esteve no aprovisionamento do exército e da frota sueca, incluindo também a recolha de dinheiro e de novos recrutas. O seu papel tinha-se convertido já em algo tão importante que Gustavo Adolfo, em 1622, o ordenou a acompanhá-lo à Livónia Sueca, nomeando-o Governador Geral e comandante da cidade de Riga; os seus serviços valeram-lhe, como recompensa, a propriedade de quatro castelos e a totalidade do bispado de Wenden, na actual Lituânia. No ano seguinte obteve novo êxito diplomático, quando, durante as negociações de paz que conduziram à trégua com a Polónia, conseguiu, através de hábeis manobras, evitar uma possível ruptura com a Dinamarca; estas negociações culminaram, em 1629, com a assinatura da Trégua de Altmark com a Confederação Polaco-Lituana, que incluía termos muito vantajosas para Suécia; no ano anterior Oxenstierna tinha sido nomeado Governador Geral das novas possessões suecas na Prússia.

## Participação na Guerra dos Trinta Anos
A primeira participação de Oxenstierna no conflito teve lugar em 1628, quando chegou a um acordo com a Dinamarca para a ocupação conjunta do importante porto de Stralsund, na Pomerânia, com o fim de evitar a sua queda nas mãos das forças imperiais. A Suécia, potência protestante, sentia-se abertamente ameaçada pela crescente hegemonia política dos Habsburgo e católica do Sacro Império Romano-Germânico, pelo que Gustavo Adolfo se decidiu a intervir no conflito, inaugurando a chamada fase sueca.

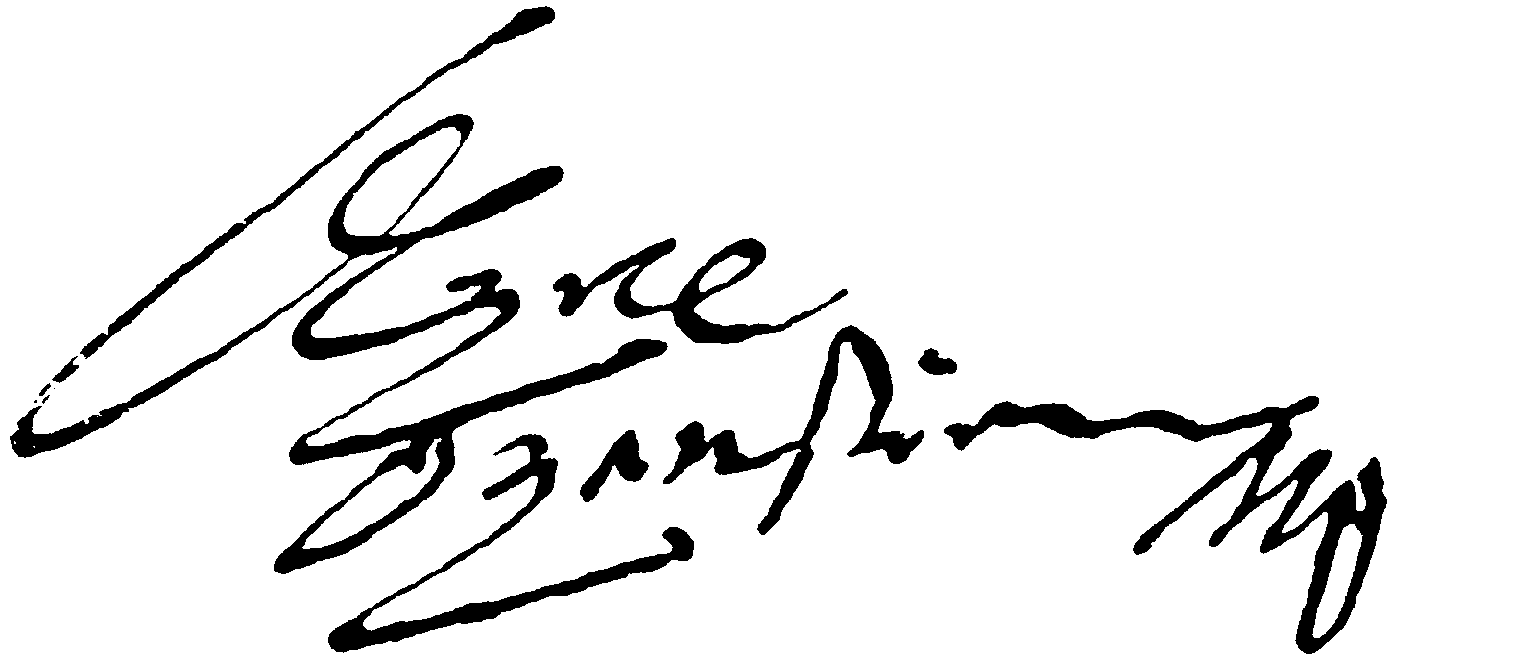
Assinatura de Axel Oxenstierna

Depois da grande vitória sueca na Batalha de Breitenfeld de 1631, Oxenstierna recebeu ordens para assistir o rei no território imperial. Enquanto Gustavo conduzia as operações na Francónia e na Baviera, em 1632 administrou, com o título de "legado", o sector renano, exercendo uma plena autoridade sobre todas as forças suecas e aliadas; embora Oxenstierna não tenha combatido nunca em nenhuma batalha, revelou-se como um brilhante estratega, e com as suas disposições frustrou várias tentativas por parte das forças espanholas para recuperar as posições perdidas na área. As suas capacidades militares ficaram plenamente evidentes com o envio por si de um corpo de reforço para Gustavo através de Alemanha central no Verão de 1632. Mas a verdadeira alteração na sua carreira e no seu poder teve lugar, nesse mesmo ano, com a morte de Gustavo Adolfo na Batalha de Lützen.

## Da morte de Gustavo Adolfo à Paz de Vestfália
Com a morte de Gustavo Adolfo, o trono passou para a sua filha Cristina de apenas seis anos de idade. Oxenstierna assumiu o cargo de tutor da jovem Cristina, e igualmente de regente do reino, exercendo o controlo da política, da estratégia bélica e da administração do país. Em 12 de Janeiro de 1633 foi confirmado como plenipotenciário sueco em território imperial, com a faculdade de administrar e controlar todas as forças suecas e o território controlado pelas mesmas. O seu primeiro objectivo foi o reforço da aliança com os príncipes protestantes alemães desmoralizados depois da morte do rei, com a criação, em 1634, da Liga de Heilbronn, que contava ademais com a participação de França.
Apesar de a posição das forças protestantes parecer difícil pela ameaça de uma contra-ofensiva imperial, Oxenstierna soube estar à altura da situação, conquistando a confiança tanto dos chefes militares como a dos príncipes e estadistas aliados; o Cardeal de Richelieu qualificou-o como uma "inesgotável fonte de bem ponderados conselhos". Enquanto os grandiosos planos de Gustavo Adolfo previam, além do engrandecimento da Suécia, uma substancial reforma da estrutura do Império, Oxenstierna, com substancial realismo, abandonou este projecto, perseguindo em troca uma política directa de consolidação da potência sueca; por isto os seus esforços dirigiram-se no sentido de obter para a Suécia compensações adequadas pelos sacrifícios realizados.
Apesar de levar uma vida modesta e austera, mais de uma vez recorreu à táctica de impressionar tanto aos seus aliados como aos seus adversários com uma grande ostentação de riquezas e potência real, como durante o Congresso de Frankfurt, para o qual viajou numa carroça puxada por seis cavalos, com os príncipes que o acompanhavam a irem a pé. Não obstante esta demonstração de riqueza, durante todo o período de conflito a política sueca sofreu pela contínua diminuição dos recursos humanos e materiais, facto que Oxenstierna não podia esconder dos seus adversários. De facto, a condução da guerra pela parte sueca estava ligada aos acontecimentos sobre o campo de batalha, e a terrível derrota sofrida na Batalha de Nördlingen de 1634 frente às tropas hispano-imperiais levaram Oxenstierna e a Suécia à beira da ruína, obrigando-o a pedir explicitamente ajuda militar a França.
Apesar da necessária cooperação com as forças de Richelieu, Oxenstierna recusou-se no Congresso de Compiègne de 1635 a subordinar o esforço bélico sueco aos interesses franceses, consciente que cada um dos contendentes necessitava da ajuda do outro, mas assinou, no ano seguinte, o Tratado de Wismar, pelo qual a França outorgava um substancial subsídio aos seus aliados. Nesse mesmo ano Oxenstierna voltou à Suécia, tomando o seu lugar no Conselho de Regência, no qual, durante o resto do conflito, exerceu todo o seu poder, especialmente no que se refere à política externa. Em particular ocupou-se dos planos da chamada Guerra de Torstenson contra a Dinamarca (1643 - 1645), brilhantemente conduzida pelo general Lennart Torstenson, em consequência da qual a Dinamarca foi obrigada a ceder importantes territórios aos suecos, vendo assim muito redimensionado o seu papel no Mar Báltico.

## Últimos anos de vida
Com a assinatura da Paz de Vestfália de 1648, a Suécia terminava vitoriosamente o conflito, mas os últimos anos de vida de Oxenstierna foram tormentosos devido aos ciúmes da jovem rainha Cristina, que o obstaculizava de qualquer forma; em troco, acusava-a da exiguidade do lucro sueco no conflito, causado segundo ele pelas interferências da soberana.
Apesar de todas estas desavenças, opôs-se à abdicação da rainha em 1654, temendo que a Suécia poderia perigar pela natureza aventureira do novo rei Carlos X, mas as considerações mostradas pelo soberano para com ele levaram-no a reconciliar-se. Oxenstierna morreu em Estocolmo em 28 de Agosto de 1654, com 71 anos.